# Anna Daučíková
Anna Daučíková (* 18. srpna 1950) je slovenská výtvarnice a vizuální umělkyně. Při své umělecké tvorbě se věnovala malbě, fotografii, akčnímu umění a performanci. Vytvořila řadu instalací. V polovině 90. let se naplno začala věnovat videu. Je jedna z nejvýznamnějších postav slovenské umělecké scény a její práce získaly uznání také v zahraničí.

## Životopis
V letech 1972–1978 studovala v Ateliéru Sklo v architektuře u docenta Václava Ciglera na Vysoké škole výtvarného umění v Bratislavě.
V 80. letech žila v Moskvě, kde se intenzivně věnovala malbě, hlavně strukturální. Malovala obrazy plné numerických vzorců. V Moskvě se také věnovala fotografii, nasnímala Černobílý fotografický soubor moskevsko/sovětského období. Jen velmi malá část těchto fotografií byla vystavena.
V roce 1991 se vrátila zpět na Slovensko, stala se spoluzakladatelkou prvního slovenského feministického časopisu Aspekt.

## Dílo
V roce 1994 opustila malbu a věnovala se instalacím, performancím a nakonec videu. Později už pracovala výhradně v této oblasti. Její práci ovlivňuje nejen její sexuální orientace, ale také genderová tematika. Pracuje precizně s prostorem, jasně a přesně formuluje témata, kterými je velmi často otázka homosexuality, věnuje se tělu, tělesnosti a ztvárňuje sexuální touhy. Její pojetí „Politického těla“ je lidské tělo vnímáno nejen svojí tělesností, ale komplexe v kulturních a civilizačních souvislostech.
Právě uvažováním o sobě a své sexualitě hledá své místo ve společnosti. Otázka vlastní identity je hlavním tématem. Umělkyně je přesvědčená, že sexualita si má uchovat svojí výjimečnost. Moc dobře si uvědomuje a také se snaží, aby její tvorba nebyla označována jako obscénní. Při své videotvorbě nemusí prvoplánovitě ukazovat tělo, ale zvukovými a hmatovými prostředky, které používá, dokáže vizualizovat touhu. Sama se nazývá „příznakovou umělkyní“. Výstav se účastní jen velmi sporadicky.
Obraz považuje za základ výtvarného umění a právě video je podle jejího vnímání obraz v pohybu. Nevnímá věci ve znakové formě, ale má ráda celé obrazy a hlavně proces při jejich tvorbě. Její umění má místo a čas. Pro prezentaci potřebuje diváka, bez diváků neexistuje.
Od roku 1999 se věnuje také pedagogicky činnosti, a to nejen na bratislavské Vysoké škole výtvarného umění, kde vede ateliér videa a multimediální tvorby, ale svými novými pedagogickými metodami vede mladé výtvarníky od roku 2011 také na pražské AVU.
Je přesvědčenou feministkou. Její tvorba je součástí sbírek Slovenské národní galerie v Bratislavě.

### Výstavy
- 2006: na AVU v Praze Habilitační přednáška „Vrhnut poklad na pohyblivý obraz – video ako obraz v pohybe“
- 2010: Výchova dotykom, výstava Gender Check MUMOK, Vídeň
- 2011: Mezinárodní výstavní projekt MAPY, Slovenská národní galerie Bratislava
- 2011: Nulté roky, Videosekce, Považská galerie umění Žilina
- 2012: Hidden Publics, Galerie Emila Filly

### Videotvorba
- 1995: Acquabelle, 17 min.
- 1996: Afternoon, 5:11 min.
- 1997: Kissing Hour, 6 min.
- 1998: Queen’s Finger, 3:54 min.
- 2000: Siesta, 2 min.
- 2003: Malholandrajv, 3:47 min.
- 2003: We Care About Your Eyes, 4:22 min.
- 2004: Piano Trio in B Flat, 3:40 min.
- 2005: Passing, 2 min.

### Ocenění
- 2016: Cena od Jiřího Surůvky pro umělce nad 35 let[1]